# 波基豬
波基豬，又譯豬小弟，是出現於华纳兄弟《樂一通》與《梅里小旋律》系列的卡通角色，1935年面世。

## 外部連結
- All about Porky Pig （页面存档备份，存于） on Chuck Jones Official Website.